# Gheorghe Bistriceanu
Gheorghe Bistriceanu (n. 25 iulie 1928, Șoimărești, România – d. 29 decembrie 2014, București, România) a fost economist și profesor universitar emerit doctor la Facultatea de Finanțe, Credit și Contabilitate din cadrul Academiei de Studii Economice (A.S.E.), București. A fost licențiat al Facultății de Finanțe, Credit și Contabilitate, A.S.E., București și, de asemenea, al Facultății de Științe Juridice, Universitatea din București. Și-a obținut doctoratul în economie la A. S. E., în specialitatea finanțe-asigurări. A fost șef al catedrei de Finanțe, prodecan și decan  al Facultății de Finanțe și Credit, A.S.E., București, între anii 1965-1972. În perioada 1991-2000 a fost membru în Consiliul Național pentru Confirmarea Titlurilor Științifice, Gradelor Didactice și Echivalări de Diplome Universitare. Conducător de doctorat la A.S.E., a fost laureat al Premiului Academiei Române de două ori, în 1985 și 1991.
Activitatea sa științifică, de cercetare și pedagogică este materializată în numeroase articole publicate în revistele de specialitate, cursuri universitare și liceale, monografii științifice și dicționare.

## Activitate științifică
- Finanțele cooperației de consum din România, Editura Didactică și Pedagogică, București, 1960
- Bugetul de stat și controlul financiar, Editura Didactică și Pedagogică, București, 1960
- Bugetul de stat și controlul financiar, Editura Didactică și Pedagogică, București, 1963
- Finanțele întreprinderilor, Editura Didactică și Pedagogică, București, 1964
- Bugetul asigurărilor sociale de stat, Editura Științifică, București, 1967
- Sistemul asigurărilor sociale din România, Editura Academiei Române, București, 1968
- Finanțe și credit, manual pentru liceele economice, vol I și II, Editura Didactică și Pedagogică, București, 1964
- Bugetul de stat și evidența bugetară, manual pentru liceele economice, Editura Didactică și Pedagogică, București, 1969
- Finanțe și credit, manual pentru liceele economice, autor principal, Editura Didactică și Pedagogică, București, 1971
- Finanțele în industrie, Editura Didactică și Pedagogică, București, 1971
- Finanțele în industrie, construcții și transporturi, coautor și coordonator, Editura Didactică și Pedagogică, București, 1977
- Lexicon de finanțe, credit, contabilitate și informatică financiar-contabilă, în două volume, autor principal, Editura Didactică și Pedagogică, București, 1981
- Finanțarea și creditarea investițiilor din agricultură, Editura CERES, București, 1985
- Dicționar de asigurări, autor principal și coordonator, Editura Științifică, București, 1991
- Finanțe, vol. I și II, autor și coordonator, manual pentru liceele economice, Editura Didactică și Pedagogică, București 1992
- Finanțe, în mai multe ediții, autor principal, Editura Didactică și Pedagogică, București, 1992-1999
- Finanțele agenților economici, autor principal, Editura Didactică și Pedagogică, București, 1995
- Lexicon de protecție socială, asigurări și reasigurări, autor principal, Editura Karat, 1997
- Finanțe și credit, Editura Oscar Print, București 1999
- Finanțe publice, coautor, Editura Didactică și Pedagogică, București, 2000
- Finanțele agenților economici, ediția a II-a, autor principal, Editura Economică, București, 2001
- Lexicon de finanțe, bănci, asigurări, vol. I-III, Editura Economică, București, 2001
- Asigurări și reasigurări în România, Editura Universitară, București, 2006
- Bugetul de stat al României, Editura Universitară, București, 2007
- Sistemul fiscal al României, Editura Universitară, București, 2010
- Sistemul asigurărilor și reasigurărilor din România, Editura Universitară, București, 2010

## Distincții
- Medalia Muncii (26 iunie 1969) „în semn de prețuire a personalului didactic pentru activitatea meritorie în domeniul instruirii și educării elevilor și studenților și a contribuției aduse la dezvoltarea învățămîntului și culturii din patria noastră”[4]
- Premiul Academiei Române pentru lucrarea Finanțarea și creditarea investițiilor din agricultură, Editura CERES, București, 1985
- Premiul Academiei Române  pentru lucrarea Dicționar de asigurări, autor principal, Editura Științifică, București, 1991